# Henrik Berg
Lars Johan Henrik Berg, född 8 april 1858 i Skatelövs socken, Kronobergs län, död 23 maj 1936 i Stockholm, var en svensk läkare.

## Biografi
Berg blev filosofie doktor i Lund 1883, medicine licentiat vid Karolinska Institutet 1888, medicine doktor i Uppsala 1899 och samma år  praktiserande läkare i Stockholm. 
Han är främst känd som populärvetenskaplig författare och nykterhetskämpe. Han var från 1905 redaktör för Hälsovännen. I huset Blå tornet på Drottninggatan i Stockholm var Berg granne med August Strindberg.